# 库尔莱
库尔莱（法語：Courlay，法語發音：[kuʁlɛ]）是法国德塞夫勒省的一个市镇，属于布雷叙尔区。

## 地理
库尔莱（46°46'46"N, 0°34'1"W）面积29.46 平方千米，位于法国新阿基坦大区德塞夫勒省，该省份为法国西部内陆省份，北起曼恩-卢瓦尔省，西接旺代省，南至夏朗德省和滨海夏朗德省，东临维埃纳省。
与库尔莱接壤的市镇（或旧市镇、城区）包括：布雷敘爾、尚特盧、塞夫尔河畔拉福雷、塞夫尔河畔蒙库唐。

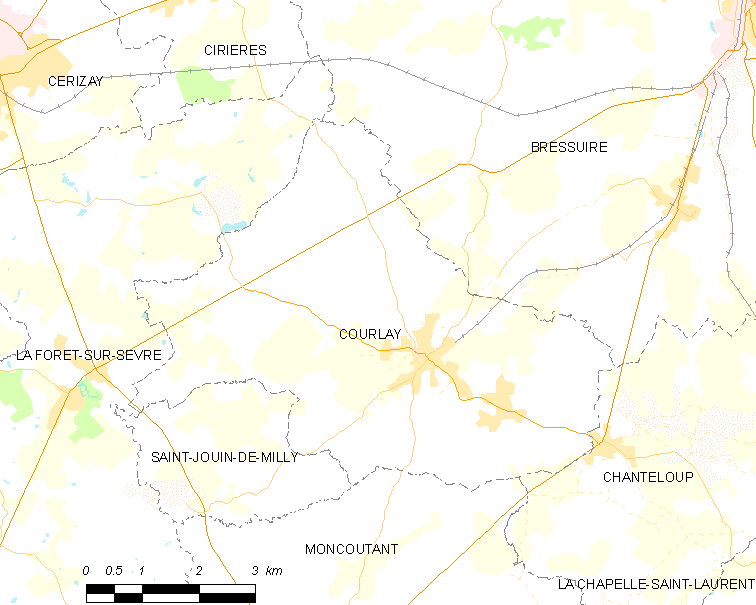
库尔莱的OSM定位图

库尔莱的时区为UTC+01:00、UTC+02:00（夏令时）。

## 行政
库尔莱的邮政编码为79440，INSEE市镇编码为79103。

## 政治
库尔莱所属的省级选区为瑟里宰县。

## 人口

1962-2008年间库尔莱人口变化图示

库尔莱于2022年1月1日时的人口数量为2403人。